# The Vale of Rest
The Vale of Rest – Where the weary find repose är en oljemålning av den engelske konstnären John Everett Millais. Den målades 1858–1859 och ingår sedan 1894 i Tate Britains samlingar. 
The Vale of Rest var den tavla som Millais själv var mest nöjd med i sin oeuvre. Titeln refererar till Ruhetal – Wann im letzten Abendstrahl, Felix Mendelssohns femte sång i opus 59. Idén till målningen fick Millais under sin och Effie Grays smekmånad 1855 då han blev tagen av den skotska naturens skönhet. Några år senare började han, trogen prerafaeliternas principer om realistiskt friluftsmåleri, att måla bakgrunden med kvällshimmel, träd och mur i familjen Grays trädgård i Bowerswell utanför Perth. Senare lade han till gravarna, inspirerad av Kinnoulls gamla kyrkogård i Perth. Hustrun Effie begravdes där 1897.    
Målningen visar två nunor på en kyrkogård där den ena gräver en grav. Den andra nunnan håller i en rosenkrans med en dödskalle. Tavlan har med andra ord ett memento mori-motiv. I bakgrunden, bortom kyrkogårdsmuren, framskymtar ett kapell.    